# Покинутая (Остаться в живых)
«Покинутая» (англ. Abandoned) — 31-й эпизод телесериала «Остаться в живых» и шестой во втором сезоне. Режиссёром стал Адам Дэвидсон, сценарий написала Элизабет Сарнофф. Премьерный показ эпизода в США состоялся 9 ноября 2005 года. Центральный персонаж серии — Шеннон.

## Сюжет

### Воспоминания
Пока Шеннон преподаёт урока балета, она получает сообщение о том, что её отец попал в аварию, и она идёт в больницу. Когда она приходит, то обнаруживает, что её отец умер. Отцом Шеннон является тот самый «Адам Рутерфорд», которого сбил автомобиль будущей жены Джека в эпизоде «Человек науки, человек веры». Также показывают Джека, который мчится прооперировать свою будущую жену, но он не говорит и не играет важной роли в эпизоде. На похоронах к ней подходит её сводный брат Бун Карлайл, чтобы утешить её. Позже, когда она выигрывает стажировку по танцам в Нью-Йорке, она узнаёт, что она не сможет отправиться туда, так как её мачеха, Сабрина, не позволит ей пользоваться какими-либо деньгами её отца. Она умоляет свою мачеху дать ей денег, но она отказывает ей, так как предполагает, что её мечта стать танцовщицей является всего лишь мимолётным капризом, и что Шеннон должна сама сделать свой путь. Бун пытается помочь ей, но ему не удаётся убедить свою мать. Когда Шеннон спрашивает его, может ли она пожить с ним в Нью-Йорке, он говорит ей, что он уезжает из города, чтобы работать на свою маму. Он предлагает ей деньги, но она в гневе отклоняет их, говоря ему, что если он не верит, что она сама сможет их заработать, то ей не нужна его помощь.

### События
На дальней стороне острова, Эко, Джин и Майкл воссоединяются с Ана-Люсией Кортес, Сойером, Бернардом Нэдлером, Либби Смит и Синди Чендлер. Все восемь уходят из лагеря, устроенного выжившими из задней части самолёта. По пути Сойер падает на землю от инфекции; когда Майкл собирается помочь ему, Сойер говорит ему бросить его, и что будь он на его месте, он бы бросил Майкла. Выжившие сооружают носилки и несут Сойера, что значительно замедляет их путешествие. Пока они пытаются перенести его через реку, они оглядываются и замечают, что Синди пропала. Вскоре после этого все семеро слышат отовсюду шёпот.
Саид и Шеннон впервые занимаются любовью. Шеннон затем напугана, когда она видит Уолта, стоящего в палатке мокрым с головы до ног. Шеннон говорит об этом Саиду, но он не верит ей, говоря, что это вероятно был дурной сон. Шеннон убеждена в том, что найти Уолта — её судьба, так как она думает, что он совсем один. Шеннон отводит пса Винсента в палатке Майкла и Уолта и показывает ему кое-что из одежды Уолта, затем следует за псом, который ищет своего хозяина. Винсент отводит Шеннон к импровизированной могиле Буна, где она присаживается, чтобы поразмышлять. Саид находит её и спрашивает, что она делает. Она говорит ему, что она собирается найти Уолта, встаёт и следует за Винсентом. Саид с протестами следует за ней. Шеннон орёт на Саида, говоря ему, что он не верит в неё и что он бросит её.
Саид говорит ей, что он любит её и никогда не бросит её. Они обнимаются, затем вдруг слышат шёпот; они оглядываются и видят Уолта, который жестом указывает им молчать. Шеннон мчится за Уолтом, а Саид следует за ней, пока не спотыкается. Слышен выстрел и Шеннон пошатывается в сторону Саида, который хватает её, когда она подает, истекая кровью из торса. Камера движется назад и показывает Ану-Люсию с дымящимся пистолетом. Эпизод заканчивается изображением опустошённого Саида, держащего тело Шеннон.

## Производство
Малкольм Дэвид Келли (Уолт) указан в титрах с основным актёрским составом в этом эпизоде. В эпизоде происходит смерть одного из основных персонажей, Шеннон Рутерфорд. Она стала первым основным персонажем, который умер во втором сезоне, и вторым основным персонажем в общем счёте. Несмотря на это, Мэгги Грейс была указана в титрах с основным актёрским составом в следующем эпизоде, а далее появлялась как специальная приглашённая звезда.

## Реакция
Приблизительно 20 010 000 зрителей посмотрели эпизод во время его первого выхода в эфир. Вирджиния Рохан из «The Seattle Times» посчитала, что «смерть проблемной Шеннон, которая только начала всем нравиться и нашла любовь с Саидом, была печальнее, чем смерть её сводного брата Буна в первом сезоне. Всё же, мне было бы куда печальнее лишиться Джека, Кейт, Сойера, Локка, Сун или Джина.» Морин Райан из «Chicago Tribune» чувствовала, что фанаты ответили на эту точку зрения тем, что их реакция была «безмолвной», так как они больше всего были злы на Ану-Люсию за то, что она застрелила Шеннон. IGN поставил смерть Шеннон на 5 место в списке лучших смертей шоу. LA Times поставил этот эпизод на 86 место в списке лучших эпизодов сериала.